# العلاقات اليابانية التايوانية
بعد البيان الرسمي المشترك الياباني الصيني، لم تعد اليابان تعترف بجمهورية الصين بصفتها الحكومة الرسمية الوحيدة في الصين. حافظت اليابان على علاقات ثنائية جوهرية غير رسمية بمستوى العمل مع جمهورية الصين من خلال روابط تجارية ودبلوماسية.

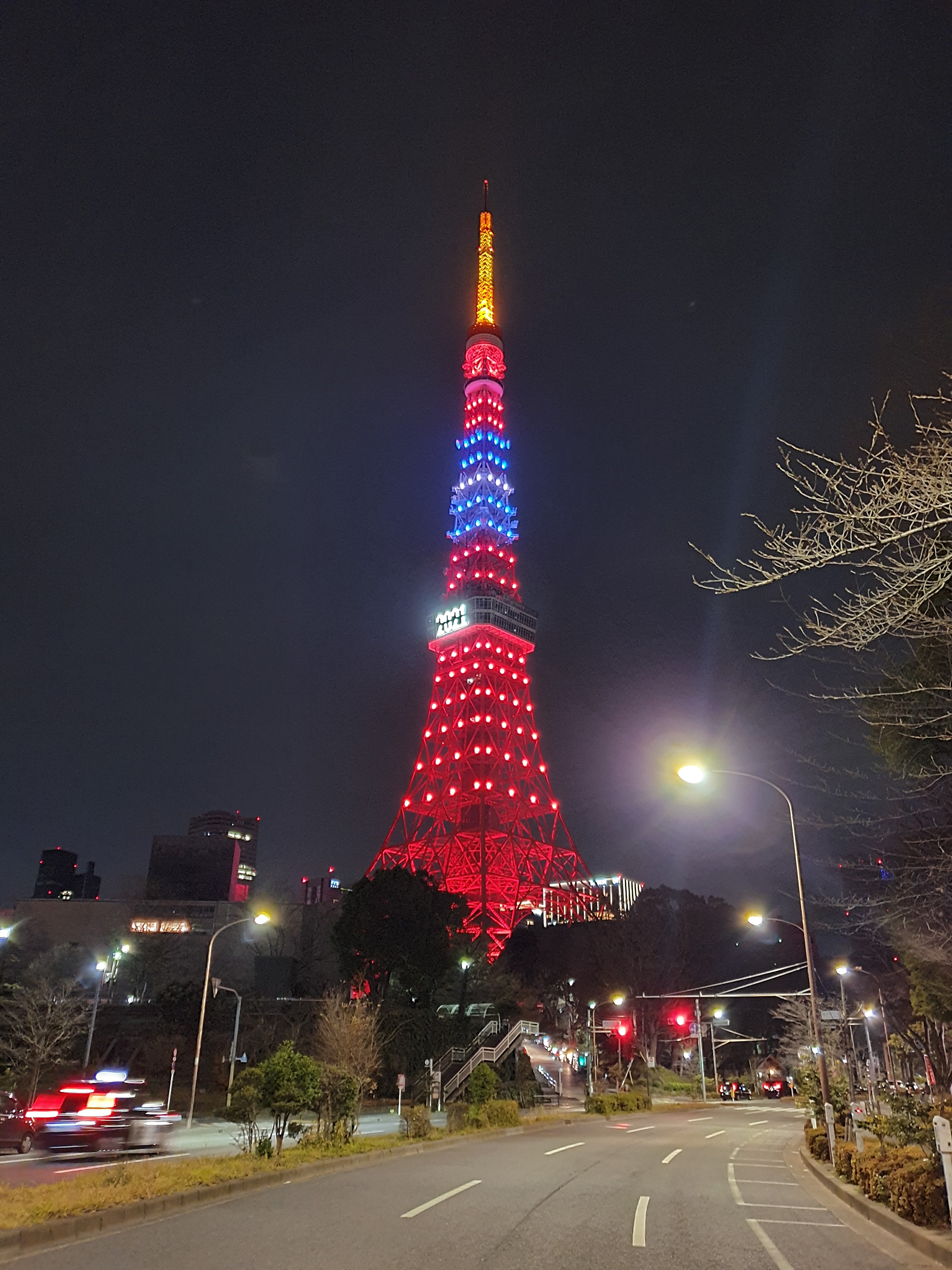
برج طوكيو

## خلفية تاريخية

### البداية
في العقد الأول من القرن السابع عشر، كان هناك تجارة معتبرة بين اليابان وتايوان. استعمر الهولنديون تايوان بصفتها قاعدة للتجارة مع اليابان عام 1624.

### مملكة تونغنينغ وتايوان تحت حكم سلالة كينغ
خلال فترة مملكة تونغنينغ (1662-1683)، كانت اليابان تشتري جلد الأيل والسكر والحرير من تايوان وتبيعهم المعادن الثمينة والبورسلين والأسلحة والملابس القطنية. كان يمكن استخدام النقود اليابانية في تايوان في ذلك الوقت وسُمح للتجار اليابانيين بالسكن في كيلونغ.
في عام 1874، غزت القوات اليابانية جنوب تايوان لمهاجمة قبائل السكان الأصليين بعد قتل 54 بحارًا من الريكويان عام 187.

### تايوان تحت الحكم الياباني
نتج عن الانتصار الياباني على سلالة تشينغ في الحرب اليابانية الصينية الأولى معاهدة شيمونوسيكي لعام 1895، وفيها تنازلت سلالة كينغ عن تايوان لصالح اليابان. حكمت الإمبراطورية اليابانية تايوان منذ ذلك الوقت حتى عام 1945. بعد الاستسلام الياباني في نهاية الحرب العالمية الثانية، أعيد توحيد تايوان مع جمهورية الصين.

### جمهورية الصين في تايوان

#### التأسيس، بدايات خمسينيات القرن العشرين
بعد الحرب بين الصين واليابان، خلال احتلال اليابان، حاول رئيس الوزراء شيغيرو يوشيدا (آخر رئيس وزراء رسمي يُعين بمرسوم ملكي من قبل الإمبراطور الياباني) التقارب مع جمهورية الصين الشعبية اقتصاديًا ودبلوماسيًا. ولكن الولايات المتحدة نددت بهذه المبادرة وهددت بمقاطعة معاهدة سان فرانسيسكو لعام 1951 إذا لم تنخرط اليابان مع الصين الوطنية بقيادة الكومنتانغ (تايوان الحالية) والتشكيل اللاحق لمعاهدة تايبي (معاهدة موازية لمعاهدة سان فرانسيسكو لأجزاء الصين الاثنين المستبعدة). طالبت الولايات المتحدة اليابان بقبول العلاقات الدبلوماسية مع الصين الوطنية بقيادة الكومنتانغ أو سيُصرف النظر عن سيادة البلاد، ما يعني بقاء حالة الحرب مع الولايات المتحدة وإبقاء البلاد تحت الاحتلال الأمريكي.
من خلال أخذ كل شيء بعين الاعتبار، وفي منتصف إنشاء الولايات المتحدة لسياستها الاحتوائية في آسيا، غير رئيس الوزراء يوشيدا موقفه باعتبار الإدارة الأمريكية (وبعد ذلك وزير الخارجية جون فوستر دوليس)، كما بينت رسالة يوشيدا، للتفاوض على معاهدة سلام مع تايبي بدلًا من ذلك. وأيضًا نتيجةً لتصديق الكونغرس الأمريكي ومجلس الشيوخ على معاهدة سان فرانسيسكو، أنهى وضع اليابان كقوة إمبراطورية، والتنازل الرسمي عن جزيرة تايوان وبسكادورز. صيغت هذه الأفعال في المادة التاسعة من الدستور الياباني الليبرالي الديمقراطي الجديد والذي جرد البلاد من قدراتها العسكرية لإعلان الحرب على دولة أخرى مع الاحتفاظ بحدود للدفاع عن النفس المنصوص عليها لاحقًا في المعاهدة الأمنية بين اليابان والولايات المتحدة التي مررها وشرّعها أغلبية أعضاء برلمان اليابان الجديد بالإضافة إلى معاهدات أمنية أخرى في فترة ما بعد الحرب.

مع اندلاع الحرب الكورية وتدخل الولايات المتحدة والأمم المتحدة في الحرب، أسست العلاقات بين حكومة اليابان والصين الوطنية بقيادة الكومنتانغ بعد إنهاء حالة الاحتلال الأمريكي لليابان عام 1952. قادت اليابان الجهود اللوجستية وإنتاج/ تصنيع المدفعية لدعم الولايات المتحدة في الحرب الكورية، التي كانت بمثابة الحافز الرئيسي لإنعاش اقتصادها، خاصةً في الصناعات الثقيلة والخفيفة، الذي سرعان ما ظهر في المعجزة الاقتصادية اليابانية بعد الحرب. في 28 أبريل 1952، أبرِمت معاهدة سلام رسمية بين اليابان وما يُعرف الآن بتايوان، وبموجبها امتنعت اليابان عن الاعتراف بجمهورية الصين الشعبية في ذلك الوقت. تنص المادة 10 من معاهدة تايبيه (معاهدة السلام الصينية اليابانية) ما يلي:[بحاجة لتوضيح]
«لأغراض هذه المعاهدة، يُعتبر مواطنو جمهورية الصين الحاليين والسابقين على أنهم يشملون جميع سكان (تايوان (فورموزا) وسكان بينغو (بيسكادورز) والمتحدرين منهم الذين يحملون جنسيةً صينية وفقًا للقوانين واللوائح التي طُبقت أو قد تُطبق فيما بعد من قبل جمهورية الصين في تايوان (فورموزا) وبينغو (بيسكادورز)؛ يُعتبر الأشخاص القانونيون في جمهورية الصين على أنهم يشملون جميع أولئك المسجلين بموجب القوانين واللوائح التي طبقت أو قد تُفرض من قبل جمهورية الصين في تايوان (فورموزا) وبينغو (بيسكادورز)».
على الصعيد الثنائي، كانت اليابان، وما تزال تملك من خلال أعضاء اتحاد الأعمال الياباني، علاقات تجارية قوية مع تايبيه. لعبت اليابان دورًا ماليًا رئيسيًا للقروض الحكومية لحكومة جمهورية الصين للمساعدة في التنمية الاقتصادية للبلاد المزدهرة على مستويات مختلفة قبل صدمة نيكسون وقطع العلاقات بين الحكومتين.
في عام 1958، أسِست الجمعية الاقتصادية والثقافية الصينية الريوكيوانية في ناها، أوكيناوا التي كانت المقر الاستراتيجي للقوات المسلحة الأمريكية في المنطقة. في عام 1972، أعادت الولايات المتحدة أوكيناوا إلى اليابان لكن الجمعية ظلت كمؤسسة لتعزيز العلاقات والحوار والتبادل الأكاديمي بين اليابان وأوكيناوا وتايوان.

#### البيان الرسمي المشترك 1972
فيما يتعلق بسياسة الصين الواحدة، كانت اليابان حليفةً جادة لتايوان، ومع ذلك، دفعت السياسة العالمية اليابان إلى قلب موقفها. مع فشل محاولة استعادة البر الرئيسي للصين وتلاشي وطرد الحكومة التي تتخذ من تايبيه مقرًا لها، صُوت لخروجها في الأمم المتحدة في تصويت الجمعية العامة، من قبل أغلبية الدول الأعضاء في الأمم المتحدة عبر قرار الجمعية العامة للأمم المتحدة 2758، بعد وقت قصير من زيارة الرئيس الأمريكي ريتشارد نيكسون إلى جمهورية الصين الشعبية في عام 1972 وإطلاق البيان المشترك للولايات المتحدة الأمريكية وجمهورية الصين الشعبية، قررت الحكومة اليابانية ذات الأغلبية في الحزب الليبرالي الديمقراطي بقيادة كاكوي تاناكا إقامة علاقات دبلوماسية رسمية مع جمهورية الصين الشعبية. قبل ذلك، كان لليابان علاقات تجارية قوية غير حكومية مع جمهورية الصين الشعبية دون اعتراف دبلوماسي رسمي.
كشرط مسبق لبناء العلاقات مع جمهورية الصين الشعبية، ألغت اليابان معاهدة تايبيه وانسحبت منها فيما يتعلق بنظام تايوان السياسي غير المعترف به. وفقًا للبيان المشترك بين اليابان والصين لعام 1972، فهمت الحكومة اليابانية واحترمت تمامًا موقف حكومة جمهورية الصين الشعبية من أن تايوان كانت أرضًا غير قابلة للتصرف في جمهورية الصين الشعبية، وقد حافظت بقوة على موقفها تحت المادة 8 من إعلان بوتسدام، التي تنص على أن أحكام إعلان القاهرة ستنفذ وتقتصر السيادة اليابانية على جزر هونشو وهوكايدو وكيوشو وشيكوكو وغيرها من الجزر الصغيرة التي نحددها.
كُتبت البيانات والمبادئ الواردة في البيان المشترك لعام 1972 في معاهدة السلام والصداقة بين اليابان وجمهورية الصين الشعبية عام 1978. وافقت اليابان ولجنة الممثلين الدائمين على الاستمرار في الالتزام بالمعاهدة عندما زار رئيس الوزراء الياباني السابق شينزو آبي بكين في 8 أكتوبر عام 2006.

#### الإعلان الياباني الصيني الثنائي لعام 1998
في عام 1998، وقعت اليابان ولجنة الممثلين الدائمين على الإعلان المشترك بين اليابان والصين بشأن بناء شراكة صداقة وتعاون من أجل السلام والتنمية والذي نص على أن اليابان ستستمر إلى جانب جمهورية الصين الشعبية في سياسة الطفل الواحد، وأنها تواصل الحفاظ على موقفها بشأن قضية تايوان على النحو المنصوص عليه في البيان المشترك لحكومة اليابان وحكومة جمهورية الصين الشعبية وتكرر تأكيد فهمها بأنه لا يوجد سوى صين واحدة. كررت اليابان أنها ستحافظ على تبادلاتها مع تايوان، ولكن بشكل خاص وإقليمي.

## وصلات خارجية
- Mofa.go.jp
- Cn.emb-japan.go.jp